# Sister Carol

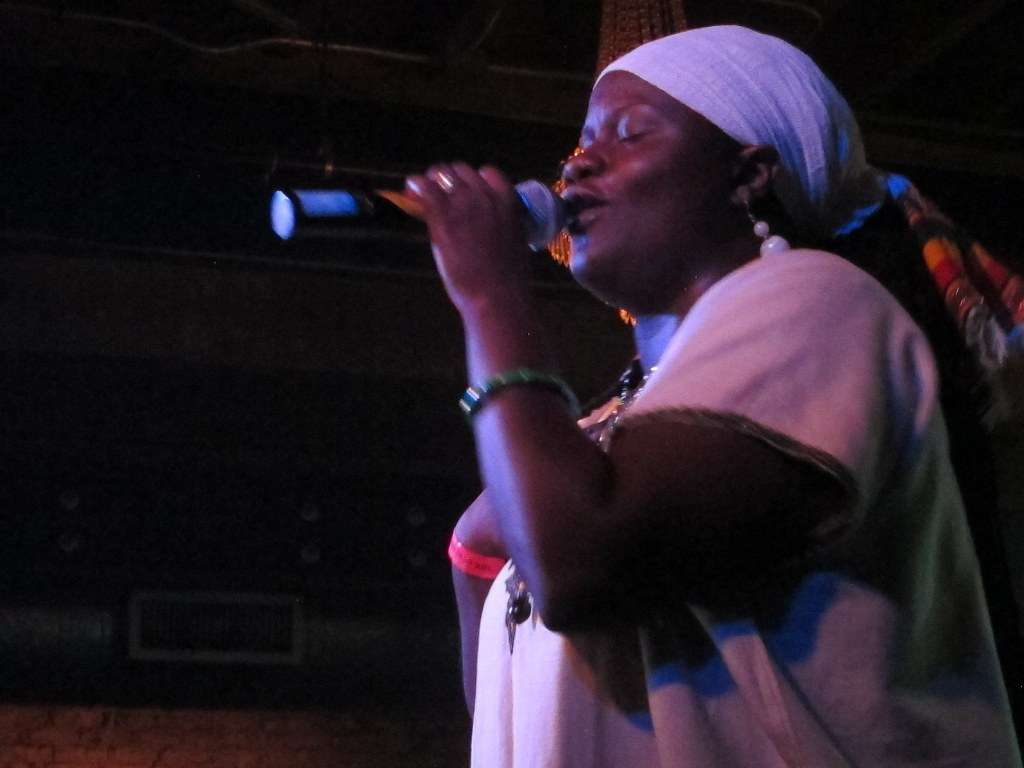
Sister Carol (2012)

Sister Carol (* 15. Januar 1959 in Kingston, Jamaika) ist eine jamaikanische Reggaesängerin und Schauspielerin. Sie tritt auch unter anderen Bühnennamen auf, beispielsweise als „Black Cinderella“ oder „Mother Culture“. Mit bürgerlichem Namen heißt sie Carol Theresa East.

## Leben
Carol wuchs zunächst im Kingstoner Distrikt Denham Town auf. Als sie 14 Jahre alt war, zog ihre Familie nach Brooklyn, New York. Ihr Vater, Howard East, arbeitete bei Radio Jamaica RJR 94 FM und trug zu den Aufnahmen von Studio One bei. 1981, im Jahr ihres Abschlusses am City College of New York, gebar Carol ihr erstes Kind.
Anfang der 1980er Jahre riet ihr Robert Russell, besser bekannt als „Brigadier Jerry“, zu chatten anstatt zu singen. Nachdem sie einige Wettbewerbe in New York und ihrem Heimatland gewonnen hatte, ging sie mit den Meditations auf Tour. 1983 erschien ihr Debütalbum Liberation for Africa. Mit ihrem zweiten Album Black Cinderella von 1984 wurde sie bekannter und gründete später ihr eigenes Musiklabel mit gleichem Namen. 
Ihr Album Lyrically Potent war 1997 für den Grammy Award for Best Reggae Album nominiert. In den 2000er Jahren kehrte sie zurück nach Jamaika, wo sie im Landkreis St. Ann lebt.
Im Februar 2015 veröffentlichte die Reggae-Band New Kingston das Album Kingston City, auf dem Sister Carol beim Stück Conquer Dem zu hören ist.

## Sonstiges
Ihre Tochter Nakeeba Amaniyea ist als DJ aktiv.

## Alben
- 1983: Liberation for Africa (Serious Gold)
- 1984: Black Cinderella (Jah Life)
- 1989: Jah Disciple (RAS Records)
- 1991: Mother Culture (RAS Records)
- 1994: Call Mi Sister Carol (Heartbeat)
- 1996: Lyrically Potent (Heartbeat)
- 1997: Potent Dub (Heartbeat)
- 1999: Isis – The Original Rasta Womb-man (Tuff Gong)
- 2001: Direct Hit! (Catapult)
- 2003: Empressive (M10)
- 2006: 1Derful Words (Black Cinderella)
- 2012: Togetherness (Sister Carol & Friends)
- 2014: Live No Evil (Black Cinderella)

Zudem veröffentlichte sie zahlreiche EPs, Singles und Maxi-Singles.

## Filmografie
- 1986: Gefährliche Freundin (Something Wild)
- 1988: Die Mafiosi-Braut (Married to the Mob)
- 2008: Rachels Hochzeit (Rachel Getting Married)
- 2013: Awake Zion (Dokumentarfilm)